# Вулиця Євгена Плужника (Київ)
Ву́лиця Євге́на Плу́жника — вулиця в Деснянському районі міста Києва, селище Биківня. Пролягає від вулиці Радистів до вулиці Дмитра Загула.

## Історія
Вулиця виникла в 2010-ті роки під проектною назвою Проектна 13075. Назва на честь українського поета, драматурга та перекладача Євгена Плужника - з 2017 року.